# Феоктист (Игумнов)
Епи́скоп Феокти́ст (в миру Андре́й Льво́вич Игу́мнов; род. 3 августа 1977, Харьков, Украинская ССР, СССР) — архиерей Русской православной церкви, епископ Переславский и Угличский.

## Биография
В 1994 году окончил среднюю школу № 4 города Воткинска Удмуртской Республики.
С 1994 по 1999 годы учился в Ижевском государственном техническом университете. В 1999 году защитил диплом по специальности «Приборы и методы медицинской диагностики» по теме «Исследование диаграмм направленности реальных пьезопреобразователей в импульсном режиме работы». С 1999 по 2002 годы учился в аспирантуре при том же вузе по специальности «Тепловые, электроракетные двигатели и энергетические установки летательных аппаратов».
С осени 2001 года нёс послушание дежурного по храму и алтарника в Александро-Невском кафедральном соборе города Ижевска, кроме того, работал инженером-программистом в Научно-техническом центре «Восход» и Муниципальном предприятии «Горсвет».
2 июня 2002 года в Александро-Невском кафедральном соборе города Ижевска был рукоположен митрополитом Ижевским и Удмуртским Николаем (Шкрумко) в сан диакона. И стал нести послушание клирика Александро-Невского собора. Освобождён от этого послушания 22 августа 2007 года в связи с переходом на дневное обучение в Московскую духовную семинарию.
В 2007 году назначен литературным редактором студенческого журнала МПДА «Встреча».
6 апреля 2008 года в семинарском храме преподобного Иоанна Лествичника архиепископом Верейским Евгением (Решетниковым) был рукоположен во пресвитера.
16 декабря 2008 года ректором Московской духовной академии архиепископом Верейским Евгением утверждён в должности главного редактора журнала «Встреча».
С сентября 2009 года по декабрь 2010 года — внештатный священник Донского монастыря.
16 марта 2010 года в Троицком соборе Троице-Сергиевой Лавры архиепископом Верейским Евгением был пострижен в монашество с именем Феоктист в честь святителя Феоктиста Новгородского.
Окончил семинарию в июне 2010 года, защитив дипломную работу на тему «„Combattimento spiritual“ Лоренцо Скуполи, „Ο ̓Αόρατος Πόλεμος“ прп. Никодима Святогорца и её перевод свт. Феофаном Затворником: сравнительный анализ». 26 июня 2012 года окончил магистратуру Московской духовной академии, защитив магистерскую диссертацию на тему «
Учение о боговедении в книгах пророков Осии и Иезекииля» по Кафедре библеистики и кафедра филологии.
С 2012 по 2014 годы служил в храме благоверного великого князя Александра Невского при в/ч № 68010. В 2012 и 2013 годах в Пасхальный и Рождественский период по благословению архиепископов Верейского Евгения (Решетникова) и Егорьевского Марка (Головкова) служил на русских приходах в Дании. Летом 2013 года окормлял русский детский лагерь «Матрёшка» в Лейзане (Швейцария) и там же преподавал Основы православной культуры.
1 октября 2013 года назначен исполняющим обязанности руководителя секретариата научно-исследовательских проектов и специальных программ Издательского совета Русской Православной Церкви, с 20 марта 2014 года — помощник председателя Издательского совета Русской Православной Церкви. В мае того же года назначен и. о. настоятеля прихода преподобного Иосифа Волоцкого при Издательском совете Русской Православной Церкви.
9 июня 2014 года распоряжением Патриарха Московского и всея Руси Кирилла назначен на должность исполняющего обязанности заместителя председателя Издательского совета Русской Православной Церкви.
29 декабря 2014 года указом Патриарха Московского и всея Руси Кирилла зачислен в клир города Москвы и назначен настоятелем храма Рождества Христова в Митине с освобождением от настоятельства настоятеля в приходе преподобного Иосифа Волоцкого.
16 апреля 2016 года решением Священного синода Русской православной церкви был назначен на должность заместителя председателя Издательского совета.

### Архиерейство
14 мая 2018 года решением Священного синода Русской православной церкви избран епископом Городищенским, викарием Волгоградской епархии. 15 мая в Свято-Троицком соборе Александро-Невской лавры в Санкт-Петербурге по благословению патриарха Кирилла управляющим делами Московской патриархии митрополитом Санкт-Петербургским и Ладожским Варсонофием возведён в сан архимандрита. 26 мая в Тронном зале кафедрального соборного храма Христа Спасителя в Москве состоялось наречение архимандрита Феоктиста (Игумнова) во епископа Городищенского, викария Волгоградской епархии. 3 июня в этом же храме состоялась его архиерейская хиротония, которую совершили патриарх Кирилл, митрополит Волоколамский Иларион, архиепископ Евгений (Решетников), митрополит Волгоградский и Камышинский Герман (Тимофеев), митрополит Додонский Хризостом (Синетос) (Элладская православная церковь), митрополит Калужский и Боровский Климент (Капалин), митрополит Нижегородский и Арзамасский Георгий (Данилов), митрополит Вологодский и Кирилловский Игнатий (Депутатов), архиепископ Солнечногорский Сергий (Чашин), епископ Нарвский и Причудский Лазарь (Гуркин), епископ Урюпинский и Новоаннинский Елисей (Фомкин), епископ Калачевский и Палласовский Иоанн (Коваленко), епископ Норильский и Туруханский Агафангел (Дайнеко), епископ Сарапульский и Можгинский Антоний (Простихин), епископ Маардуский Сергий (Телих), епископ Скопинский и Шацкий Феодорит (Тихонов).
14 июня того же года указом патриарха Кирилла в связи с назначением викарием Волгоградской епархии освобождён от должности настоятеля храма Рождества Христова в Митине с выражением благодарности за понесённые труды. Указом митрополита Германа 19 июня 2018 года назначен настоятелем храма Сергия Радонежского в Волгограде.
3 июня 2018 года включён в состав Общественной палаты Волгоградской области VI созыва (с сентября 2018 года).
14 июля 2018 года решением Священного синода освобождён от должности заместителя председателя издательского совета Московской патриархии.
28 декабря 2018 года Священный синод постановил епископу Городищенскому Феоктисту, викарию Волгоградской епархии, быть епископом Переславским и Угличским.
В феврале 2019 года его полномочия члена Общественной палаты Волгоградской области были досрочно прекращены.
26 декабря 2019 года включён в состав Межсоборного присутствия.
29 декабря 2020 года решением Священного синода (журнал № 118) назначен сопредседателем комиссии по диалогу между Русской православной церковью и Сирийской ортодоксальной церковью.